# Senotainia caspica
Senotainia caspica är en tvåvingeart som beskrevs av Boris Borisovitsch Rohdendorf 1935. Senotainia caspica ingår i släktet Senotainia och familjen köttflugor.
Artens utbredningsområde är Kazakstan. Inga underarter finns listade i Catalogue of Life.